# John Lynn
John Lynn (znany również jako Jackie Lynn, ur. 1887 w Forest Hill (Londyn), zm. 3 maja 1915 pod Ypres) – angielski żołnierz odznaczony Krzyżem Wiktorii, najwyższym i najbardziej prestiżowym odznaczeniem za męstwo w obliczu wroga, jakie może zostać przyznane brytyjskim wojskowym i cywilom oraz członkom Wspólnoty Narodów.

## Historia
John Lynn miał 28 lat i był szeregowym w 2 Batalionie Pułku Fizylierów Lancashire w British Army podczas I wojny światowej, gdy dokonał bohaterskiego czynu, za który został odznaczony Krzyżem Wiktorii. 2 maja 1915 roku w czasie drugiej bitwy pod Ypres w Belgii, podczas niemieckiego natarcia za chmurą gazu bojowego, szeregowy Lynn, choć niemal opadał z sił przez śmiercionośne opary, strzelał skutecznie ze swojego karabinu maszynowego Vickers zadając Niemcom duże straty, a gdy nie mógł ich dobrze widzieć, przeniósł karabin wyżej na parapet okopu, aby móc celniej strzelać. To ostatecznie powstrzymało dalszy niemiecki postęp, a niezwykła odwaga wykazana przez Lynna miała wielki wpływ na jego towarzyszy broni w tych bardzo trudnych chwilach. Szeregowy John Lynn zmarł następnego dnia w wyniku zatrucia gazem. Oprócz Krzyża Wiktorii, otrzymał również brytyjski Medal Wybitnego Zachowania oraz rosyjski Order Świętego Jerzego IV klasy.
Oryginalny grób Johna Lynna (obecnie zaginiony), znajdował się na cmentarzu przykościelnym we Vlamertinge. Jego pamiątkowy nagrobek znajduje się na brytyjskim cmentarzu Grootebeek koło Reningelst w prowincji Flandria Zachodnia.

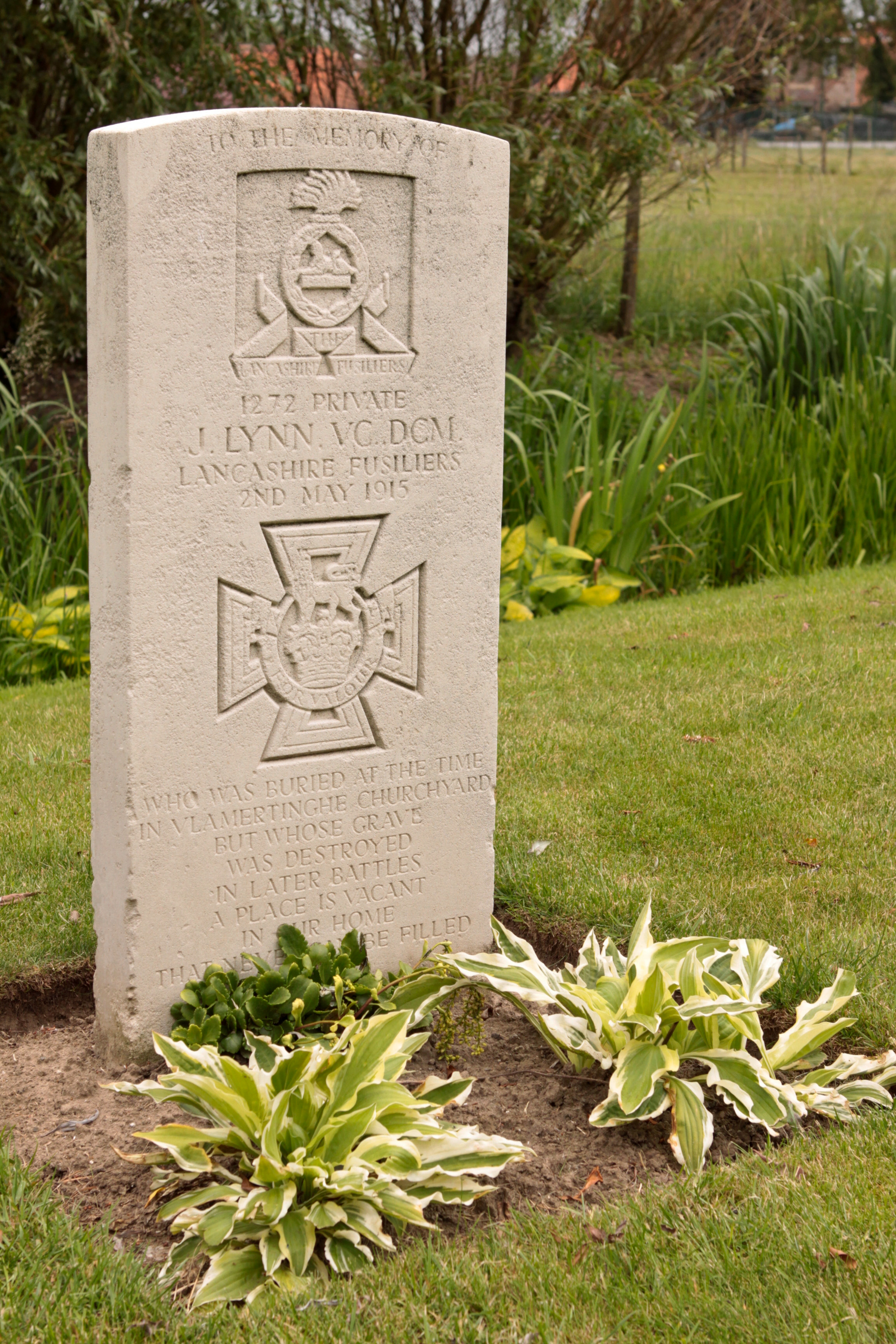
Pamiątkowy nagrobek Johna Lynna na brytyjskim cmentarzu Grootebeek koło Reningelst